# Contenido energético
Contenido energético se refiere a la cantidad de energía necesaria para la fabricación y suministro de un producto, material o servicio desde la extracción de la materia prima hasta su desecho o eliminación. El contenido de energía también se denomina "energía virtual", "energía incrustada", "energía gris" o "energía oculta".
El concepto tradicional parte de contabilizar toda la energía utilizada para producir un producto o servicio. Esta sumatoria incluye la extracción de las materias primas del ambiente natural, su transporte, fabricación, montaje, instalación y finalmente su desmontaje o demolición. Hay diferentes metodologías para realizar esta contabilidad energética en función de la escala y alcance de aplicación del bien a producir. Algunos autores que apoyan los procesos económicos relacionan sus metodologías con el consumo de petróleo.
Como energía gris o energía incorporada o energía cautiva refiere a un concepto de contabilidad ambiental más que de física. Hace referencia a la cantidad de energía consumida en el ciclo de vida de un producto, material o servicio.
- la concepción y diseño de un producto o servicio
- la extracción y transporte de las materias primas
- la refinación y transformación de las materias primas y en la fabricación de un producto o la preparación de un servicio
- la comercialización del producto o servicio
- la utilización o la aplicación del producto o la provisión del servicio
- el desensamblaje, la deconstrucción, la descomposición y la disposición de residuos y desechos
- el salvamento de componentes reutilizables, la adecuación para reutilización y el reciclaje

El concepto es útil como un indicador de eficiencia ambiental cuando se quiere comparar alternativas de los materiales, productos o servicios mismos o de los procesos en cada una de las fases del ciclo. 
Otros tipos de metodologías se refieren a la cantidad de energía incorporados en términos de apoyo al desarrollo sostenible y la incorporación de las energías renovables en el proceso productivo. Y otros como los sistemas de ecología se refieren al apoyo de la ecología y la economía como un proceso total.
Este concepto usado en sistemas ecológicos y ciclo de vida de los materiales busca medir el costo energético "verdadero" y se ha ampliado para hablar de valor "verdadero", siempre desde un enfoque ecológico de la economía. Metodologías como Emergy han tratado de vincular el contenido de energía con otros conceptos fundamentales, tales como la capacitancia. Por ejemplo, en la física, la electrónica y las ciencias químicas.
El Código de edificación del Reino Unido para el desarrollo sostenible de edificios y viviendas incorpora este concepto. En Estados Unidos la certificación LEED -Liderazgo en Energía y Diseño Ambiental- son normas de gran difusión a nivel mundial para la construcción y certificación de "edificios verdes" y buscan tender hacia una arquitectura sustentable. En todos estos casos se busca minimizar el impacto ambiental de los edificios.
Contenido energético es un concepto relativamente nuevo en el cual los científicos todavía no han conseguido un consenso en valores universales por la gran cantidad de variables consideradas en la contabilidad, pero la mayoría de los productos en los que hay acuerdo se pueden comparar unos con otros para ver cual tiene más o menos contenido energético.
Las unidades de medida más utilizadas son MJ/kg (megajulios de energía necesaria para hacer un kilogramo de producto), tCO2 (en toneladas de dióxido de carbono creadas por la energía necesaria para hacer un kilogramo de producto). Convertir a MJ tCO2 no es sencillo porque los diferentes tipos de energía (petróleo, energía eólica, energía solar, energía nuclear, etc) emiten diferentes cantidades de dióxido de carbono, por lo que la cantidad real de dióxido de carbono emitidos cuando un producto se haga dependerá del tipo de energía utilizada en el proceso de fabricación. Sin embargo, el Gobierno de Australia (véase el enlace que aparece a continuación CSIRO) da un promedio mundial de 0.098tCO2 = 1GJ. Esto es lo mismo que 1MJ = 0.098kgCO2 = 98gCO2 o 1kgCO2 = 10.204MJ.

## Contenido energético en materiales usuales
Selección de datos del Inventario de Carbono y Energía ('ICE') preparado por la Universidad de Bath (UK)
| Material                                | Energía MJ por kg | Carbono kg CO2 por kg | Densidad kg /m³ |
| --------------------------------------- | ----------------- | --------------------- | --------------- |
| Áridos                                  | 0.083             | 0.0048                | 2240            |
| Hormigón (1:1.5:3)                      | 1.11              | 0.159                 | 2400            |
| Ladrillo (común)                        | 3                 | 0.24                  | 1700            |
| Bloque de concreto (densidad media)     | 0.67              | 0.073                 | 1450            |
| Bloque aireado                          | 3.5               | 0.3                   | 750             |
| Bloque suelocemento                     | 0.85              |                       | 2180            |
| Mármol                                  | 2                 | 0.116                 | 2500            |
| Mortero de Cemento (1:3)                | 1.33              | 0.208                 |                 |
| Acero (general)                         | 20.1              | 1.37                  | 7800            |
| Acero inoxidable                        | 56.7              | 6.15                  | 7850            |
| Madera (general)                        | 8.5               | 0.46                  | 480–720         |
| Tableros madera laminada                | 12                | 0.87                  |                 |
| Aislamiento de celulosa                 | 0.94–3.3          |                       | 43              |
| Aislamiento de corcho                   | 26                |                       | 160             |
| Aislamiento lana de vidrio              | 28                | 1.35                  | 12              |
| Aislamiento de lino                     | 39.5              | 1.7                   | 30              |
| Aislamiento Lana de roca                | 16.8              | 1.05                  | 24              |
| Aislamiento Poliestireno expandido      | 88.6              | 2.55                  | 15–30           |
| Aislamiento poliuretano (espuma rígida) | 101.5             | 3.48                  | 30              |
| Aislamiento lana (reciclada)            | 20.9              |                       | 25              |
| Balas de pasto                          | 0.91              |                       | 100–110         |
| Teja de fibra mineral                   | 37                | 2.7                   | 1850            |
| Pizarra (roca)                          | 0.1–1.0           | 0.006–0.058           | 1600            |
| Tejas de arcilla cocida                 | 6.5               | 0.45                  | 1900            |
| Aluminio (general & incl 33% reciclado) | 155               | 8.24                  | 2700            |
| Bitumen (general)                       | 51                | 0.38–0.43             |                 |
| Tableros fibra                          | 11                | 0.72                  | 680–760         |
| Madera contrachapada                    | 15                | 1.07                  | 540–700         |
| Cartón yeso                             | 6.75              | 0.38                  | 800             |
| Yeso                                    | 1.8               | 0.12                  | 1120            |
| Vidrio                                  | 15                | 0.85                  | 2500            |
| PVC (general)                           | 77.2              | 2.41                  | 1380            |
| Pisos Vinilo                            | 65.64             | 2.92                  | 1200            |
| Baldosas de azotea                      | 1.4               | 0.12                  | 1750            |
| Tejas Cerámicas                         | 12                | 0.74                  | 2000            |
| Alfombra de lana                        | 106               | 5.53                  |                 |
| Empapelado                              | 36.4              | 1.93                  |                 |
| Caños de arcilla vitrificada (DN 500)   | 7.9               | 0.52                  |                 |
| Hierro (general)                        | 25                | 1.91                  | 7870            |
| Cobre (promedio incl. 37% reciclado)    | 42                | 2.6                   | 8600            |
| Zinc (incl 61% recycled)                | 25.21             | 1.57                  | 11340           |
| Sanitarios cerámica esmaltada           | 29                | 1.51                  |                 |
| Pinturas al agua                        | 59                | 2.12                  |                 |
| Pinturas al solvente                    | 97                | 3.13                  |                 |

| Celdas fotovoltaicas (PV)   | Energía MJ por m² | Carbono kg CO2 por m² |
| Monocristalinas (promedio)  | 4750              | 242                   |
| Policristalinas (promedio)  | 4070              | 208                   |
| Película delgada (promedio) | 1305              | 67                    |

| Producto                                | Energía oculta media por artículo [MJ] |
| Secador de pelo                         | 79                                     |
| Cafetera                                | 184                                    |
| 1000 bolsas de la compra de polietileno | 509                                    |
| Pantalla LCD                            | 963                                    |
| Teléfono inteligente                    | 1000                                   |
| Ordenador de sobremesa                  | 2085                                   |
| Lavadora                                | 3900                                   |
| Portátil                                | 4500                                   |
| Nevera                                  | 5900                                   |
| Fotocopiadora                           | 7924                                   |